# Willow City
Willow City – miasto w Stanach Zjednoczonych, w stanie Dakota Północna, w hrabstwie Bottineau.